# 47-es főút (Magyarország)
A 47-es főút egy, a Tiszántúlon végighúzódó, másodrendű főút, amely három vármegyét és azok megyei jogú városait köti össze, Hajdú-Bihart, Békést és Csongrád-Csanádot. 215 kilométer hosszú, kiindulópontja az Észak-Alföld központja Debrecen, a 4-es főút, végpontja a Dél-Alföld központja Szeged, a 43-as főút. Ezzel Magyarország leghosszabb két számjegyű útja. Az út eredetileg Szabadkát kötötte össze Nagyváraddal, jó példájaként a nyílt hálózatnak a jelenlegi Budapest-központú, sugaras rendszerrel szemben. Békéscsabától – ellentétben a jelenlegi helyzettel – Nagyszalontán át Nagyváradig haladt az út, ennek a trianoni határt metsző szakasznak a nyomvonalvezetése változott meg Berettyóújfalu – Debrecen irányába. Ugyanennek az útnak volt része a jelenlegi 5-ös főút Szeged és Röszke közötti szakasza.

## Jellemzői
A 47-es főút zömében kétsávos másodrendű főút, azonban a 90-es években főleg Csongrád és Békés megyében több szakaszát átépítették, így gyorsabbá, biztonságosabbá vált. Az út Békéscsaba és Szeged között végig délnyugati irányt követ, a településeken kívül szinte nyílegyenesen húzódik végig, nagyjából párhuzamosan a Szeged–Békéscsaba-vasútvonallal. 
Szegedtől - az M43-as autópályától - az algyői közúti Tisza-hídig középen betonelemekkel elválasztott, 2×2 sávos út, amelybe négy körforgalmat is beépítettek. A hídon 2×1 sávos, majd a híd után ismét 2×2 sávosra vált, ezúttal már szalagkorláttal elválasztva, amely rész a főút 204-es kilométerszelvényében lévő körhídig tart. Ez egyben a 2018. március 22-én átadásra került, Hódmezővásárhelyet elkerülő út végpontja, így már nem kell áthajtani a városon. A 2007-ben átadott orosházi elkerülőút miatt új nyomvonalon fut az út, illetve a békéscsabai elkerülőút is kivitte már a forgalmat a városból. Utóbbi átadásakor a nyomvonal részben megváltozott, egyrészt a Békést elkerülő 4643-as számú Békéscsaba - Mezőberény közút lett főúttá minősítve, másrészt mintegy másfél kilométernyi új út épült a Szolnok–Békéscsaba–Lőkösháza-vasútvonal nyugati oldalán, így már nem kell átkelni Mezőmegyernél a vasúton. A régi, Békésen áthaladó szakasz azóta a 470-es számot viseli. Szóba került a mezőberényi elkerülőút a meglehetősen nagy, napi 10-12 ezer jármű miatt, erre azonban várniuk kell az ottlakóknak.
Az elkerülő út építését a 120-as vasútvonalhoz kapcsolódó mezőberényi felüljáró építése miatt későbbre halasztották. A felüljárót 2013 őszén adták át.
Békéscsabától az út már inkább északias futású, sok települést érintve. Ezen a szakaszon egyáltalán nem található elkerülőút, vagy újonnan átadott szakasz, így meglehetősen lassú.
A megyehatárt elérve tovább romlik a helyzet, Hajdú-Biharban sok települést érint, és szinte mindegyiken áthalad az út. Különösen hosszú és lassú Berettyóújfalun és Derecskén átjutni. Debrecent déli irányból, a repülőtér felől éri el az út.

## Érintett települések, csatlakozó utak
- Debrecen  (47 801, 47 804, 47 802, 47 803), 4808,
- Mikepércs 48 304
- Sáránd[6] 4809
- Derecske 4816, 4811, 4803
- Tépe[6] 48 106
- Berettyóújfalu  (40 444, 40 445, 40 442, 40 443)  42 112, 42 312, 4213,
- Furta[6] 4253
- Zsáka[6] 4253, 42 115
- Darvas 4225
- Csökmő 42 116, 4223
- Szeghalom 4234, 4212
- Körösladány 42 335, 4205, 4232
- Köröstarcsa 4233
- Mezőberény 4237, , , 4641
- Kamut 4644
- Murony 46 168
- Békéscsaba[7] , , 446, ,
- Telekgerendás 4411
- Csorvás 44 337, 4409, 4431
- Orosháza[7] , 4404 (44 701), 4407, 4406, 4447
- Székkutas , 44 118, 44 321, 4405, 4419
- Hódmezővásárhely 44 117, 4459,  (47 601, 47 604, 47 602,47 603), 4521, 472 (47 606, 47 605), 44 121
- Algyő 4413, 44 119, 45 326, 44 119
- Szeged  (43 516, 43 517, 43 514, 43 515),

## Története
1934-ben a kereskedelem- és közlekedésügyi miniszter 70 846/1934. számú rendelete a mai hosszának nagy részét másodrendű főúttá nyilvánította: a Debrecen és Berettyóújfalu közti szakaszát az utóbbi várostól egészen Záhonyig vezető 36-os főút részeként, a fennmaradó részét pedig 43-as útszámozással. [A 47-es útszámot akkor még nem osztották ki, sőt még egy ismeretlen időpontban, de feltehetőleg 1950 körül kiadott közúthálózati térképen sem szerepel ilyen útszám.]
Az 1934-es és 1950 körüli, illetve a jelenkori nyomvonal (a nagyobb alföldi városok körül az utóbbi évtizedekben megépített elkerülő szakaszokat nem számítva) csak kevés helyen tért el egymástól. Ilyen eltérés volt, hogy a régi főút még Békés felé haladt a mai Mezőberény helyett, a mai 470-es főút nyomvonalán, illetve Békéscsaba után nem Telekgerendást és Csorvást érintette, hanem Csanádapácán keresztülhaladva nyugatnak fordult, majd Orosházát elérve immáron a mai nyomvonalon haladt tovább (a csanádapácai utat azóta visszaminősítették mellékúttá); Székkutasnál pedig néhány kilométeren belül kétszer is keresztezte a vasutat, ezt közlekedésbiztonsági okokból váltották ki új nyomvonallal.

## Jövőbeli tervek
Tervben van az úgynevezett déli autópálya részeként a továbbfejlesztése. A tervek még nagyon képlékenyek, ezek szerint az Szeged-Debrecen közti teljes szakaszt építenék át gyorsforgalmi úttá. A befejezés dátuma bizonytalan, ám bekerült a 2013-2017-es költségvetési tervezetbe.